# 日野未步
日野未步（日語：日野 未歩，1982年2月4日—），日本女性配音員。出身於東京都。賢Production所屬。身高158.5cm。A型血。

## 來歷、人物
賢Production附屬聲優培訓學校School-Duo畢業。
興趣、特長：指甲彩繪、游泳、購物。

## 演出
粗體字表示主要角色。

### 電視動畫
2004年
- 魔法少女隊（倒下的小孩、露卡的兒子）

2005年
- IGPX（艾莉莎·杜立德）
- 漫畫派對Revolution（車站廣播、準備會的工作人員）
- 創聖的亞庫艾里翁（廣播）
- I Only Want Happiness（少年）
- 森林爺爺Morizo和森林小子Kiccoro

2006年
- 陰守忍者（女高中生）
- 獸爪（日语：ケモノヅメ）
- 小天小天子（日语：こてんこてんこ）
- 獸神演武 -HERO TALES-（市場的女孩、小孩）
- 怪醫美女RAY THE ANIMATION（布魯比）

2008年
- 閃電十一人（栗松鐵平、大鷲誠次、相戶留搜）
- 我家3姊妹（小大的媽媽〈初代〉）
- 結界師（山口勉）
- 深淵傳奇（薩菲爾·瓦雲·耐斯）
- 出包王女（シローネ、大美人妹）
- 野良耳（日语：のらみみ）（康太郎的朋友、太三）
- 神奇寶貝鑽石&珍珠（葵）
- 超時空要塞F（女醫生）
- 記憶女神的女兒們（尼僧）

2009年
- 閃電十一人（初鳥伴三、出右手豊、加賀美法子、三浦大夢／帝安姆、居屋真降、串田香津世、松林躍、八神玲名／烏兒碧妲）
- 女王之刃 流浪戰士（阿娜麗絲塔）
- 奇蹟少女KOBATO.（讓）
- 寵物反斗星（紅太空吉）
- 夏日風暴！ ～春夏冬中～（不良A）
- Battle Spirits 少年激霸彈（族D、族A）

2010年
- 閃電十一人（瑪吉地·伊斯麥伊魯、不動明王的母親、保羅·阿普魯頓）
- 寵物反斗星（蘋果吉、吉、巴士站牌吉、吉的姊姊、姊姊）

2011年
- 寵物反斗星（吉的弟弟、紅鼻子吉）
- 紙箱戰機（山貓）
- 花牌情緣（堀川滿、母親）

2012年
- 寵物反斗星（園長）
- 寵物反斗星 Yume Kira Dream（紅太空吉、夢想學園、吉、客人)
- 花牌情緣（西田優征／肉包君的姊姊〈西田優華璃〉）
- 謎樣女友X（和菓子屋）
- Battle Spirits 霸王（ドン）

2013年
- 寵物反斗星 Miracle Friends（吉、紅太空吉、夢想學園）
- 花牌情緣2（西田優征／肉包君的姊姊〈西田優華璃〉）

2014年
- GO-GO 寵物反斗星（吉、夢想學園）
- 妄想學生會＊（時薰[3]）
- 妖怪手錶（噓噓象、白骨夫人、吉米、天狗、一隻眼小僧、熊島熊美）

2015年
- 暗殺教室（原壽美鈴[4]）
- Concrete Revolutio ～超人幻想～（早川博之）
- JoJo的奇妙冒險 星塵鬥士（少年）

2016年
- 暗殺教室 (第2期)（原壽美鈴）
- 怪盜Joker（エージェント·パープル）

2018年
- （ㄒ浦邊反次[5]）
- 妖怪手錶 影之章（瑪雅）
- 閃電十一人 戰神的天秤（2018年—2019年，出右手豐、居屋真降、八神玲名、栗松鐵平）
- 雷頓神秘偵探社 ～卡特莉的解謎事件簿～（達里爾）

2019年
- 閃電十一人 獵戶座的刻印（出右手豐、居屋真降、八神玲名、栗松鐵平）
- 妖怪手錶！2019（キズナース、火焰天狗、大蛤蟆）
- 花牌情緣3（堀川滿）

2021年
- 妖怪學園Y ～第N類接觸～（天狗）

2022年
- SPY×FAMILY間諜家家酒（WISE機關員）

### OVA
- 妄想學生會（2012年，時薰）
- 妄想學生會＊（2014年，時薰）[注 1]
- 閃電十一人 Reloaded（2018年，栗松鐵平）

### 電影動畫
- 劇場版 閃電十一人：最強軍團王牙來襲（2010年，栗松鐵平）
- 劇場版 妖怪手錶：誕生的秘密喵！（2014年，、大蟾蜍）
- 劇場版 妄想學生會（2017年，時薰）
- （2017年，紅太空吉）
- 劇場版妖怪手錶：永遠的朋友（2018年，下町幸子、單眼小和尚）
- 劇場版 妄想學生會2（2021年，時薰）

### 網路動畫
- 閃電十一人 戰神的天秤（2016年—2017年，居屋真降、八神玲名、栗松鐵平、栗松丹平）

### 遊戲
2005年
- FRONT MISSION5 Scars of the War（日语：FRONT MISSION5 Scars of the War）（幼少時期的葛倫·杜瓦爾）
- 俠盜銀河（哈利）

2007年
- 最終幻想水晶編年史 命運之輪（納修）
- 狂野歷險XF（愛格菈蕾格）

2008年
- 音速小子 世界大冒險
- 超時空要塞 邊疆王牌（日语：マクロスエースフロンティア）（女駕駛員B）
- 弧光之源2（日语：ルミナスアーク2 ウィル）（喬治）

2009年
- 閃電十一人2 威脅的侵略者（栗松鐵平、八神玲名／烏爾畢達）
- 超時空要塞 終極邊疆（日语：マクロスアルティメットフロンティア）（希爾妲·V·卑爾根）

2010年
- 閃電十一人3 挑戰世界！！（栗松鐵平）
- 銀河戰士 另一個M（瑪德琳·巴格曼）

2011年
- 閃電十一人 王牌前鋒（栗松鐵平、德墨特、八神玲名／烏爾畢達、三浦大夢／帝安姆、串田香津世）
- 紙箱戰機（木下幸司、山貓）

2012年
- 閃電十一人GO 2013（栗松鐵平、德墨特、八神玲名／烏爾畢達、三浦大夢／帝安姆、串田香津世）
- 超時空要塞 三角邊疆（日语：マクロストライアングルフロンティア）（希爾妲·V·卑爾根）

2013年
- JoJo的奇妙冒險 全明星大亂鬥（日语：ジョジョの奇妙な冒険 オールスターバトル）（大柳賢）
- 妖怪手錶（噓噓象、屁混混、白骨夫人、吉米 等）

2014年
- 妖怪手錶2 元祖/本家/真打（大蟾蜍、天狗、單眼小和尚）

2015年
- 碧藍幻想（銃工房的老闆娘）
- JoJo的奇妙冒險 天國之眼（大柳賢）
- 妖怪手錶2 元祖／本家／真打（大蟾蜍、噓噓象、屁混混、白骨夫人、吉米、天狗、獨眼小子 等）

2016年
- 暗殺教室 暗殺者育成計劃!!（原壽美鈴）
- 妖怪三國志
- 妖怪手錶3 壽司／天婦羅／壽喜燒（秒懂玉米、狼狽麵包、撕破信、DJ河童、悠哉浣熊、鄉村婆婆、失言怪、米、酒呑童子、夜行、難陀竜王、弁財天、潘朵拉、 等）

2017年
- 妖怪手錶剋星2 秘寶傳說班峇拉雅 寶劍／手槍（タント、·J 等）
- 永恆綠洲 精靈與種子人的海市蜃樓（日语：Ever Oasis 精霊とタネビトの蜃気楼）

2018年
- 足球小將翼ZERO 夢幻射門！（浦邊反次[6]）
- 妖怪三國志竊國戰爭

### 電台廣告
- NTT DOCOMO iMode競馬
- 紐約俱樂部
- 交通安全協會（日语：交通安全協会）
- 太陽情報
- 日本汽車工業協會
- MIMATSU食品（日语：みまつ食品）

### BLCD
- （山田桃子）

### 外語配音

#### 電影
- 天使A（英语：Angel-A）
- 絕地戰警2 ※朝日電視台版
- 比比小女巫2（德语：Bibi Blocksberg und das Geheimnis der blauen Eulen）（大衛）※VHS版。
- 穿條紋衣的男孩（卡爾）
- 運鈔車（英语：Cash Truck）（阿爾弗雷德）
- 貓女（男孩子）
- 陌生的孩子（交換手1）
- 夏洛特的網
- 血盟兄弟（英语：Four Brothers (film)）（達內爾）
- 哈利·波特系列（小仙女·東施〈娜塔莉·提娜〉
  - 哈利波特：鳳凰會的密令
  - 哈利波特：混血王子的背叛[7]
  - 哈利·波特：死神的聖物I
- Just for Kicks (2003年電影)
- 大冒險家（蘇珊娜）
- 豆豆假期
- 玩命直播（西妮·史隆〈艾蜜莉·米德〉）
- 九個皇后（英语：Nine Queens）（女店員）
- 紅髮（英语：Poil de Carotte）（馬爾蒂內）
- Pretty Little Devils（英语：Pretty Little Devils）（瑞秋）
- 猛鬼寬頻（伊莎貝爾·富恩特斯〈克里斯蒂娜·米蓮〉）
- 斑馬快跑（英语：Racing Stripes） ※日本電視台版。
- 真情快譯通（英语：Spanglish (film)）（露西）
- 吮指少年（英语：Thumbsucker (film)）
- Trafic（英语：Trafic (2004 film)）（安吉）

#### 電視影集
- 犯罪心理 (第2季：傑佛瑞、第3季：艾琳、第5季：吉娜·基恩）
- CSI犯罪現場：紐約
- 伊甸園之東（幼年時期的李東旭〈朴健泰〉）
- 緊診室的春天 (第14季)（卡洛斯）
- 好女孩們（安妮·馬克斯〈梅·惠特曼〉）
- 孟漢娜
- 執法悍將
- 核爆危機
- 拉字至上
- 赤裸兄弟樂隊（英语：The Naked Brothers Band (TV series)）（大衛）
- 橘郡風雲（荷莉）
- 籃球兄弟（布魯克·戴維斯〈蘇菲亞·布希〉）
- 說你愛我（奭奐）
- 陰陽魔界（英语：The Twilight Zone (2002 TV series)）（提米）
- 醜女貝蒂（吉娜·甘巴羅〈艾娃·高黛〉）

#### 動畫
- 小孩怒了（英语：Angry Kid）（Little Sister）
- Bratz（Megan）
- 好奇的喬治
- 鼠國流浪記
- Kuso小紅帽
- 天才小子吉米（Libby）
- 我的麻吉是猴子（Ingrid Giraffe〈格蕾·德萊勒〉）
- Ozzy & Drix（英语：Ozzy & Drix）（Paul Spryman市長〈Alanna Ubach〉）
- 下課後（Sticky）
- 史帝芬宇宙（Peridot）
- 新湯姆貓與傑利鼠（Libbey Forfax）
- 酷狗寶貝：魔兔詛咒

#### 旁白
- 探索頻道
- 糖衣陷阱
- 瑪莎·史都華
- 決戰時裝伸展台

### 電影
- 咯咯咯鬼太郎（其他妖怪的聲音）

## 音樂作品

### 角色歌曲
| 發行日期 | 標題                                   | 名義   | 曲名   | 備註                       |
| 2016年   | 2016年                                 | 2016年 | 2016年 | 2016年                     |
| -------- | -------------------------------------- | ------ | ------ | -------------------------- |
| 9月28日  | 暗殺教室 Best Album ～Music Memories～ | 3年E組 | 「」   | 電視動畫《暗殺教室》插入歌 |

## 腳註

## 外部連結
- 日野未步｜賢Production （页面存档备份，存于） （日語）
- 日野未步的Instagram帳戶 （日語）
- SECRET JEWEL，存于 （日語）－日野未步的官方個人部落格。
- 日野未步 （页面存档备份，存于） （日語）－日本藝人名鑑（日语：日本タレント名鑑）
- 日野未步 （日語）－Talent Date Bank